# Петар Мирослављевић
Петар Мирослављевић (умро 1227) био је велики кнез хумски у периоду од око 1193. до 1226. године.

## Биографија
Петар је можда био син Мирослава Завидовића, старијег брата Стефана Немање. Мајка му је била Мирославова прва жена, сестра бана Кулина, владара Босне.
Након смрти кнеза Мирослава 1198. у Хумској земљи настају немири током којих великаши протерују Мирослављеву удовицу заједно са сином Андријом из земље. Власт су предали Петру. Промене у Хуму, а највероватније и непријатељско држање новог кнеза су навеле великог жупана Стефана Немањића да са војском нападне Хум, највероватније током 1216. године. У рату је имао успеха. Поседи кнеза Мирослава подељени су на следећи начин: Стефан је заузео јужне делове Хумске земље док су Андрији припали Стонско приморје и Попово. Петар се морао повући на север где је управљао територијом од Цетине до Неретве.
Петар је од 1222. до 1225. године био кнез Сплита.